# Emballonura atrata
Emballonura atrata је сисар из реда слепих мишева (Chiroptera) и фамилије Emballonuridae.

## Угроженост
Ова врста је наведена као последња брига, јер има широко распрострањење и честа је врста.

## Распрострањење
Ареал врсте је ограничен на једну државу. 
Мадагаскар је једино познато природно станиште врсте.

## Станиште
Станиште врсте су шуме.

## Начин живота
Врста Emballonura atrata живи у пећинским хабитатима.